# عقب (تشريح)

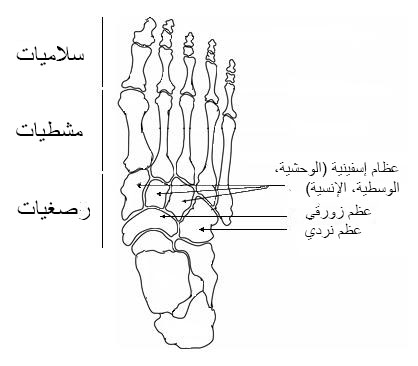
أجزاء العقب.

في علم التشريح، العَقِب (بالإنجليزية: heel)‏  هو بروز في نهاية الخلفية للقدم. مكون من عظم واحد، هو العظم العقبي، يوجد إلى الخلف والأسفل من الكعبين.

## عظام القدم
تتألف عظام القدم تشريحياً من عظام الرصغ والأمشاط والسلاميات.
تتألف عظام الرصغ Tarsal من سبعة عظام صغيرة تتمفصل مع بعضها البعض ومع عظمي الساق وهي: العقب والقعب والعظم النردي والعظم الزورقي والعظم الإسفيني الأنسي والعظم الإسفيني الأوسط والعظم الإسفيني الوحشي.
لا بد هنا من التمييز بين عدة تسميات مختلفة يتم الخلط بينها أحياناً:
- عظم العقب: يسمى بالعامية أو اللغة الدارجة الكعب.
- عظم القعب: يسمى بالعامية أو اللغة الدارجة الكاحل.

## تشريح عظم العقب
عظم العقب أكبر عظام الرصغ. يتمفصل في الأعلى مع عظم القعب ويتمفصل في الأمام مع العظم النردي، وله ستة وجوه:
• الوجه الأمامي: يتمفصل مع العظم النردي.
• الوجه الخلفي: يتميز بوجود البارزة الخلفية للقدم التي يرتكز عليها وتر العقب.
• الوجه الوحشي: يوجد عليه بروز يُسمى الحدبة الشظوية التي يرتكز عليها وترا العضلة الشظوية القصيرة والعضلة الشظوية الطويلة.
• الوجه الأنسي: يبرز منه ناتئ له شكل الرف يُدعى بمعلاق القعب لأنه يساهم في دعم عظم القعب.
• الوجه العلوي: يتميز بوجود سطحين مفصليين يتمفصل عظم العقب من خلالها مع عظم القعب وينفصلان عن بعضهما بالثلم العقبي.
• الوجه السفلي: يتميز بوجود ثلاث حدبات، حدبة أمامية وحدبة أنسية كبيرة وحدبة وحشية صغيرة.

## البنية التشريحية
يُغلف أسفل القدم بطبقة سميكة من النسيج الضام يصل سمكا لأكثر من 2 سم بهدف توزيع القوى الضاغطة على العقب أثناء المشي، وخاصة في مرحلة الوقوف عندما يلامس العقب الأرض. يحتوي هذا النسيج على نوع من حجرات الضغط التي تعمل لامتصاص الصدمات وتثبيت القدم. تحتوي كل حجرة على نسيج ليفي مغطى بطبقة من النسيج الضام المصنوع من ألياف الكولاجين. تعتبر منطقة أسفل القدم واحدة من أكثر مناطق الجسم توعية دموية.
يرتكز وتر أخيل على عظم العقب وهو عبارة عن وتر مشترك لثلاث عضلات هي العضلات النعلية والساقية والأخمصية التي تشكل عضلات المسكن الخلفي للساق. إن الوظيفة الرئيسية لهذه العضلات الثلاثة هي الثني الأخمصي للقدم.
تنشأ العضلة الساقية برأسين من الوجه الوحشي والأنسي للفخذ ثم يتقارب الرأسان ويلتحمان مع وتر العضلة النعلية لتشكيل وتر العقب الذي يرتكز على الوجه الخلفي للعقب وتتعصب هذه العضلة بالعصب الظنبوبي. أما العضلة النعلية فتنشأ من الوجه الخلفي لعظم الشظية ومن القوس الوترية لعظم الظنبوب وترتكز على الوجه الخلفي للعقب وتتعصب بالعصب الظنبوبي أيضاً. تنشأ العضلة الأخمصية من الوجه الوحشي للفخذ وترتكز على الحافة الأنسية للوتر العقبي وتتعصب كذلك بالعصب الظنبوبي.

## وظيفة
تتوزع قوى الضغط المطبقة على القدم على خمسة محاور، ثلاثة متوسطة واثنان جانبيان. تمتد المحاور الجانبية فوق العظم القعبي إلى عظم العقب والعظام الإسفينية الثلاثة والعظم الزورقي. يتمفصل عظم القعب فوق عظم العقب ولذلك تكون المحاور متجاورة وتتجه نحو أصابع القدم وتُشكل أقواس القدم التي تعمل على توزيع قوى الضغط عند المشي أو الوقوف على تضاريس غير مستوية. ولذلك يُشكل العقب النقطة الخلفية للدعم التي تتحمل العبء الأكبر لحمل وزن الجسم.
يعد تشقق الكعب مشكلة صحية شائعة وقد ينتج عنها التهابات خطيرة أحياناً. ينتج تشقق الكعب عن جفاف جلد القدم وتراكم الجلد الميت، وبمرور الوقت قد يسبب ذلك الألم والتهيج. تتوفر العديد من كريمات الترطيب لعلاج هذه الحالة والوقاية منها.

## العقب عند الحيوانات الأخرى
يكون عظم العقب أعلى عن الأرض عند المفصل العقبي القعبي في الثدييات طويلة القدمين سواء كان لها حافر أو أنياب. أما عند أغلب الطيور فيكون هذا المفصل مغطىً بالريش وغير واضح بشكل كامل.